# Love Him
Love Him — студийный альбом американской певицы Дорис Дэй, выпущенный 16 декабря 1963 года на лейбле Columbia Records. Продюсером альбома выступил 21-летний сын певицы Терри Мелчер. В этом альбоме певица решила отойти от прежнего материала, который включал в себя джазовые и поп-стандарты, и записала версии современных хитов. В альбоме появились каверы таких песен как «Losing You» Бренды Ли и «Can’t Help Falling in Love» Элвиса Пресли.

## Отзывы критиков
Уильям Рульманн из AllMusic отметил, что Дэй с обновлённым репертуаром звучала гораздо более увлеченно, чем в предыдущих альбомах.

## Список композиций
| №  | Название                                                                  | Автор(ы)                                         | Длительность |
| -- | ------------------------------------------------------------------------- | ------------------------------------------------ | ------------ |
| 1. | «More (Theme from the film "Mondo Cane")»                                 | Риц Ортолани, Нино Оливьеро, Норман Ньюэлл       | 2:45         |
| 2. | «Can’t Help Falling in Love»                                              | Джордж Дэвид Вайс, Хуго Перетти, Луиджи Креаторе | 2:38         |
| 3. | «Since I Fell for You»                                                    | Бадди Джонсон                                    | 4:34         |
| 4. | «Losing You»                                                              | Кал Сайман, Джин Ренард                          | 3:46         |
| 5. | «(Now and Then There’s) A Fool Such as I»                                 | Билл Трейдер                                     | 2:55         |
| 6. | «As Long as He Needs Me (from the Broadway musical production "Oliver!")» | Лайонел Барт                                     | 4:02         |

| №                   | Название                 | Автор(ы)                                   | Длительность |
| ------------------- | ------------------------ | ------------------------------------------ | ------------ |
| 1.                  | «Night Life»             | Вилли Нельсон, Пол Баскирк, Уолт Бриланд   | 4:34         |
| 2.                  | «Funny»                  | Ларри Холофсенер, Эдвард Скотт             | 2:45         |
| 3.                  | «Softly, as I Leave You» | Хэл Шэпер, Тони Де Вита, Джорджо Калабрезе | 3:04         |
| 4.                  | «Lollipops and Roses»    | Тони Велона                                | 2:50         |
| 5.                  | «Love Him»               | Барри Манн, Синтия Вайль                   | 2:14         |
| Общая длительность: | Общая длительность:      | Общая длительность:                        | 36:07        |